# گلوله گمشده ۲
گلوله گمشده ۲ (به فرانسوی: Balle perdue 2) یک فیلم اکشن، جنایی و دلهره‌آور فرانسوی به کارگردانی گیوم پیره محصول سال ۲۰۲۲ است. این دنباله‌ای بر گلوله گمشده که در سال ۲۰۲۰ که از طریق نتفلیکس منتشر شد، محسوب می‌شود. همچنین قسمت سوم این فیلم در حال توسعه است.

## داستان
بازگشت برای بیشتر پس از مرگ چاراس، لینو و جولیا مسئولیت را بر عهده گرفتند و واحد جدید مواد مخدر را تشکیل دادند. لینو که مصمم است قاتلان برادرش و مربیش را پیدا کند، به شکار خود ادامه می‌دهد و اجازه نمی‌دهد کسی در راه او قرار بگیرد…

## تولید
فیلمبرداری در اکتبر ۲۰۲۱ در اگد در شهرستان ارو، فرانسه و در سراسر منطقه اکسیتانیا انجام شد.

## بازخوردها
این فیلم در راتن تومیتوز بر اساس نقدهای ۵ منتقد، ۱۰۰٪ تأیید شده‌است. منتقدان توسعه شخصیت کمی بهتر از فیلم اول، و «بدلکاری چشمگیر» را ستایش کردند، که یکی از ویژگی‌های بودجه بیشتر برای سکانس‌های اکشن و تعقیب و گریز ماشین است.